# Sprookje (Maris)
Sprookje is een schilderij van de Nederlandse kunstschilder Matthijs Maris, geschilderd tussen 1875 en 1877, olieverf op paneel, 18 × 38 centimeter. Het toont een feeërieke impressie van een meisje in een moerasachtig gebied dat een aantal eenden nadert. Het schilderstuk bevindt zich thans in de collectie van het Rijksmuseum te Amsterdam.

## Context
Matthijs Maris groeide op in de tijd dat de Haagse School opgang maakte. Toen hij in 1869 echter naar Parijs trok schoof hij de in het realisme gewortelde uitgangspunten van zijn leermeesters nadrukkelijk terzijde. In zijn visie ging het niet om de uiterlijke wereld van belang, maar om het innerlijk. Het was niet van belang de natuur te kopiëren, maar in zijn visie was schilderen op de eerste plaats een manier om zich uit te drukken.
Na 1875 zien we steeds vaker figuren als prinsessen, spinsters en geitenhoedsters in het werk van Maris. Na zijn vertrek van Parijs naar Londen zou zijn werk allengs steeds minder verband met de werkelijkheid gaan tonen, deels onder invloed van de Engelse prerafaëlieten. Met dunne lagen verf die hij droog opbracht, de tekstuur steeds duidelijk zichtbaar, schilderde hij monochrome, gedroomde visioenen met schimmige gestaltes en betoverde kastelen. Zijn doel was steeds, in zijn eigen woorden, 'om een gemoedsaandoening uit te drukken'.

## Afbeelding
In Sprookje is het meisje met het spinrokken en de beugeltas de centrale figuur en ook het duidelijkst uitgetekend. Het struikgewas en het water zijn veel minder scherp gedefinieerd, maar de strekking van de talloze korte verfstreken is duidelijk. De titel benadrukt de mystieke atmosfeer.

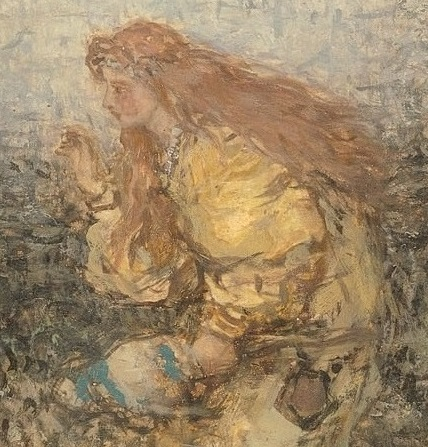
Detail

Maris schilderde vaak kinderen en dieren. Ze symboliseerden voor hem de paradijselijke onschuld, een idee dat ook veelvuldig naar voren komt uit zijn nagelaten correspondentie. In Sprookje zoekt een mooi jong meisje tevergeefs contact met de wegfladderende eenden. Haar argeloosheid en onschuld zijn verloren gegaan door haar toegenomen kennis. Mens en dier zijn gescheiden en weten elkaar niet meer te herkennen.

## Eigenaars
Maris schonk Sprookje in 1880 aan de genreschilder Adolph Artz (1837-1890), met wie hij bevriend was. Kunstcriticus Pieter Anne Haaxman roemde later in een artikel de kunstcollectie van Artz, waarbij ook Sprookje werd besproken: Van Matthijs Maris zijn wondervolle 'Sprookje', in de meest materiële van alle kunsten op de meest onstoffelijke manier verteld. In 1897 werd het schilderstuk verworven door de kunstverzamelaar Wouter van Randwijk (1837-1913). Na diens dood kwam het in het bezit van het Rijksmuseum in Amsterdam.